# Chauliodoniscus reyssi
Chauliodoniscus reyssi is een pissebed uit de familie Haploniscidae. De wetenschappelijke naam van de soort is voor het eerst geldig gepubliceerd in 1974 door Chardy.